# Fuente de los Cuatro Ríos
La Fuente de los Cuatro Ríos (en italiano: Fontana dei quattro fiumi) se encuentra en el centro de la Piazza Navona de Roma, delante de la iglesia de santa Inés en Agonía (construida según el proyecto de Francesco Borromini). Fue diseñada y realizada por el escultor y arquitecto Gian Lorenzo Bernini entre julio de 1648 y junio de 1651, por encargo del papa Inocencio X, en plena época barroca, durante los años más fecundos de este artista. La Fuente de los Cuatro Ríos sirve de extraordinario soporte de la copia romana de un obelisco egipcio, proveniente del Circo de Majencio. Obra de arquitectura, además que de escultura, la fuente muestra un verdadero artificio barroco al apoyar el obelisco sobre el vacío.

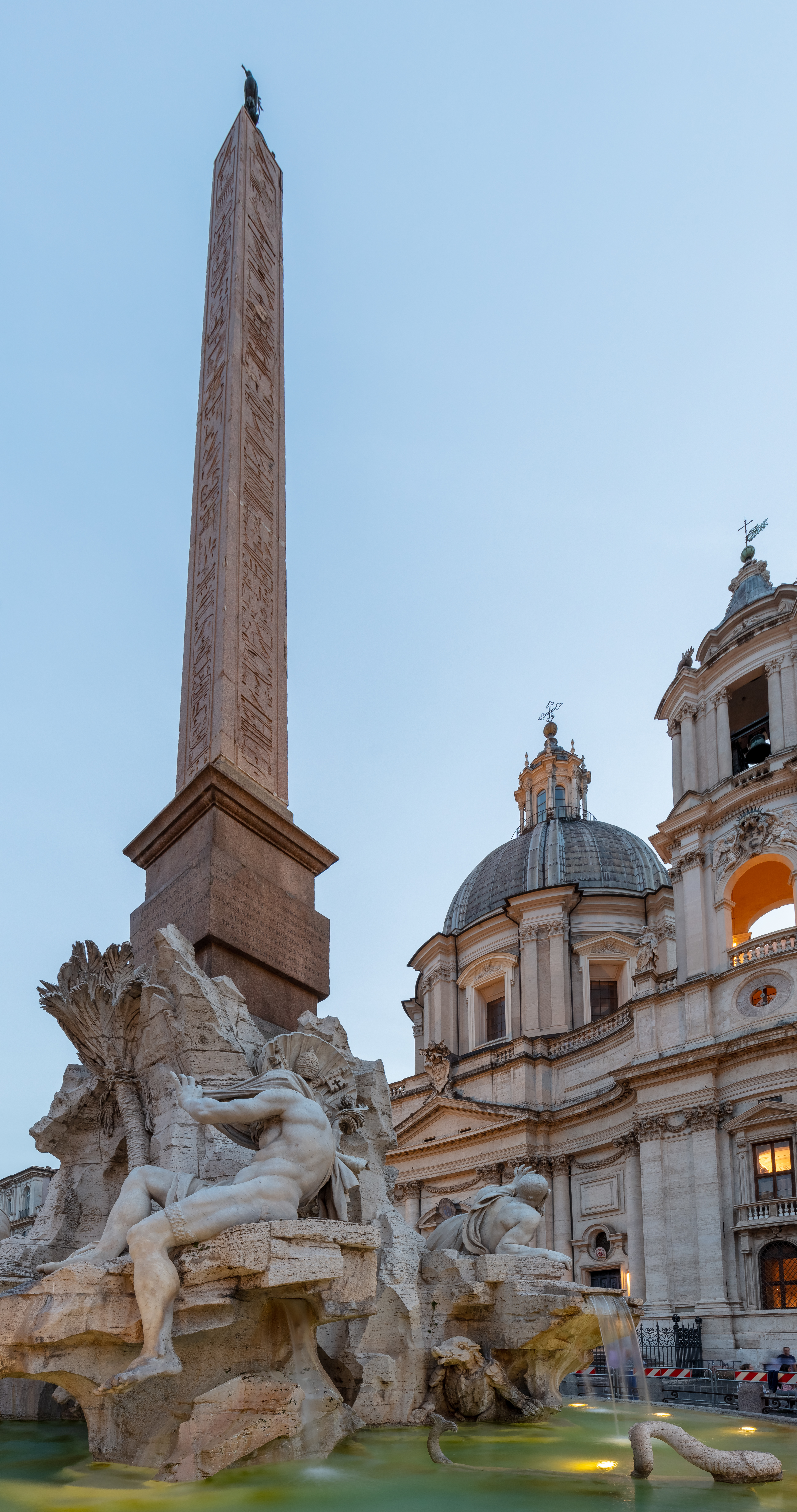
La fuente de Bernini coronada por el obelisco de Domiciano.

Cuatro colosales figuras, sentadas en poses contrastantes, personifican los grandes ríos de los cuatro continentes: el Nilo, el Río de la Plata, el Danubio y el Ganges. La fuente, coronada por la paloma del Espíritu Santo (emblema del papa Inocencio X), también se interpretó como un símbolo del triunfo de la Iglesia en las cuatro partes del mundo. No tiene fundamento la leyenda que asegura que Bernini quiso despreciar la fachada diseñada por Borromini para la iglesia de santa Inés en Agonía con el gesto de ocultar su mirada que tiene el Río de la Plata, ya que la iglesia se levantó en 1652, cuando la fuente ya estaba construida.

## Encargo a Bernini
Cuenta la leyenda que Bernini, para obtener el encargo de la realización de la fuente del papa Inocencio X, regaló una maqueta de plata de la obra, de metro y medio de altura, a la cuñada del papa, Olimpia Maidalchini, la cual, particularmente codiciosa, convenció al pontífice para que concediera la obra a Bernini que, de esta manera, desplazó la competencia de Borromini. El origen de la historia parece remontarse al antiguo conflicto entre las familias del papa Urbano VIII (Barberini), protector y admirador de Bernini, y de su sucesor, el papa Inocencio X (Pamphili), que inicialmente intentó deshacerse de todo lo que de alguna manera recordara a su predecesor, incluido Bernini, al cual le encargó, con una cierta malicia, el simple encargo de proseguir la conducción del Acqua Vergine desde su punto terminal (la Fontana di Trevi) hasta el lugar en el que se debía erigir la nueva fuente. Sin embargo, era conocida la influencia que la poderosa cuñada ejercía sobre el papa, y el regalo fue una jugada inteligente que obtuvo el resultado deseado. La evidente metáfora de la gracia divina que se derrama sobre los cuatro continentes conocidos seguramente también contribuyó al favor del pontífice. Este episodio parece que sirvió de base de la proverbial rivalidad entre los dos arquitectos.
El estudio de la maqueta de la fuente, realizada por Bernini al igual que de otras obras suyas, demuestra que el artista imaginaba inicialmente una obra algo diferente de la que posteriormente realizó. Las dimensiones y las proporciones de las distintas figuras eran más reducidas, y algunos elementos que simbolizaban los cuatro ríos resultan diferentes de la realización final. Los restos de color sobre la maqueta de madera hacen suponer que su intención era realizar las figuras en bronce. La decisión final en favor del travertino comportó también la modificación de las dimensiones de las estructuras de apoyo, ya que de otra manera no habrían podido soportar el peso del obelisco.
Los gastos para la realización de la fuente fueron tan elevados que, para financiarlos, el papa recurrió a un impuesto sobre el pan, con una reducción al mismo tiempo del peso estándar de la barra. Este hecho desencadenó el odio del pueblo de Roma no tanto hacia el pontífice sino, más bien, hacia la cuñada (ya bastante detestada), considerada responsable indirecta de este abuso de autoridad.
Desde 1668 al menos consta que una reproducción en miniatura, en bronce dorado de la fuente se encontraba en el despacho de Felipe IV (se cree que por deseo del papa Inocencio X, el cardenal Girolamo Colonna la regaló al rey de España en 1664). La reproducción se realizó  específicamente para el monarca español ya que se sustituyó el escudo de armas del Papa Inocencio X por el del rey. Fue mutilada en el siglo xix, perdiendo varias de sus figuras, y actualmente se exhibe incompleta en la Galería de las Colecciones Reales vecina al Palacio Real de Madrid.

## Descripción
La fuente se encuentra en el centro de la plaza, en el punto en el que hasta entonces había un abrevadero, un simple estanque cuadrado para que bebieran los caballos. Se compone de una base formada por un gran estanque elíptico al nivel de la pavimentación de la plaza, coronado por un gran grupo de mármol, sobre cuya cima se eleva un obelisco egipcio (el Obelisco Agonale), una imitación de época romana hallada en 1647 en el circo de Majencio en la Vía Apia. La colocación del obelisco sobre el grupo escultórico central reafirmó la validez de una innovación que el propio Bernini había experimentado en 1643 con la realización de la Fuente del Tritón, y que era contraria a todos los cánones arquitectónicos de la época: el monolito no se apoyaba sobre un grupo central compacto, sino sobre una estructura hueca, que dejaba un vacío en el centro y sobre la cual se apoyaban solo los bordes de la base del obelisco.
Las estatuas de mármol blanco que componen la fuente tienen una dimensión mayor de la real. Los desnudos representan las alegorías de los cuatro principales ríos de la Tierra, uno por cada uno de los continentes entonces conocidos, que en la obra están representados como gigantes de mármol que se sientan sobre la roca central de travertino (obra de Giovan Maria Franchi de 1648): el Nilo (esculpido por Giacomo Antonio Fancelli en 1650), el Ganges (obra de 1651 de Claude Poussin), el Danubio (de Antonio Raggi de 1650) y el Río de la Plata (de Francesco Baratta de 1651).
El diseño de los cuatro colosos desnudos que sirven de alegorías de los ríos se remonta a la antigüedad. Los gigantes de Bernini se mueven con gestos llenos de vida y con una incontenible exuberancia expresiva. Sobre lo antiguo, sin embargo, prevalece la invención de lo caprichoso. Así, el Danubio indica uno de los dos escudos de los Pamphili presentes en el monumento para representar la autoridad religiosa del pontífice sobre todo el mundo; el Nilo se cubre el rostro con un paño, en referencia a la oscuridad de sus fuentes, desconocidas hasta finales del siglo xix; el Río de la Plata posee un saco desbordante de monedas de plata, que simbolizan el color plateado de sus aguas; y por último el Ganges sostiene un largo remo que sugiere su navegabilidad. El escultor busca un estudio más atento de los movimientos y de las expresiones, que el artista varía al máximo.

Las alegorías de los ríos
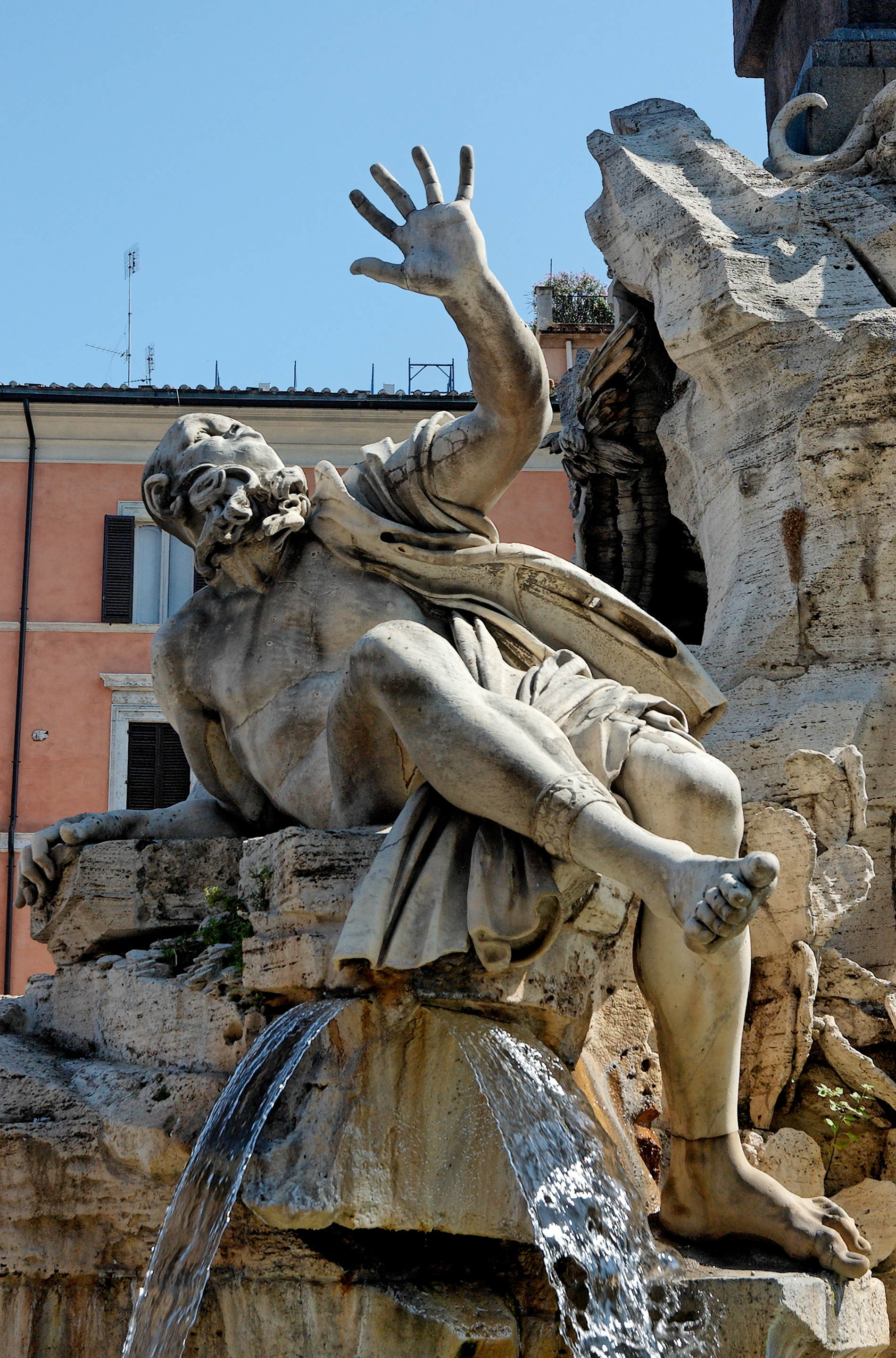
El Río de la Plata.
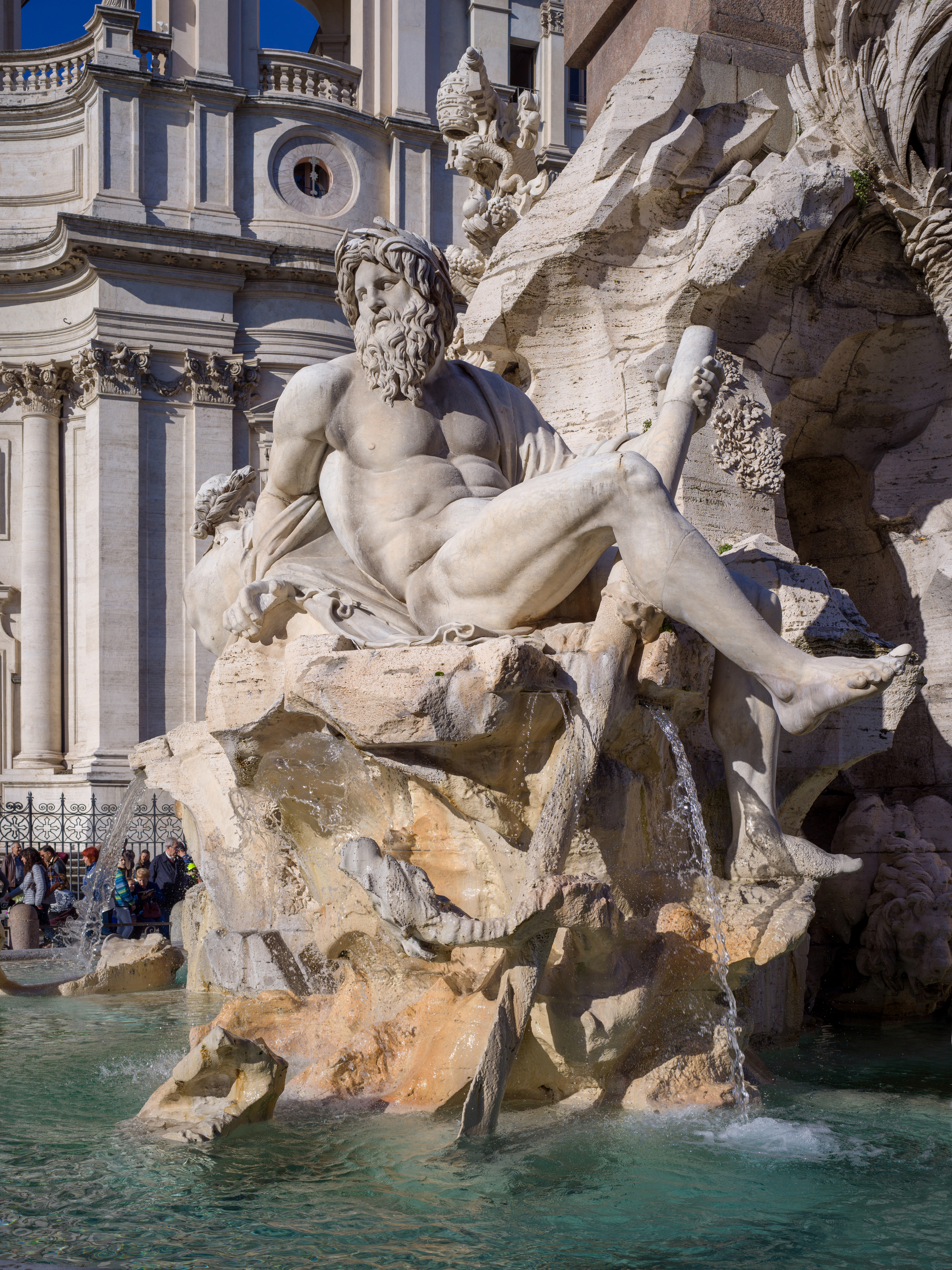
El Ganges.
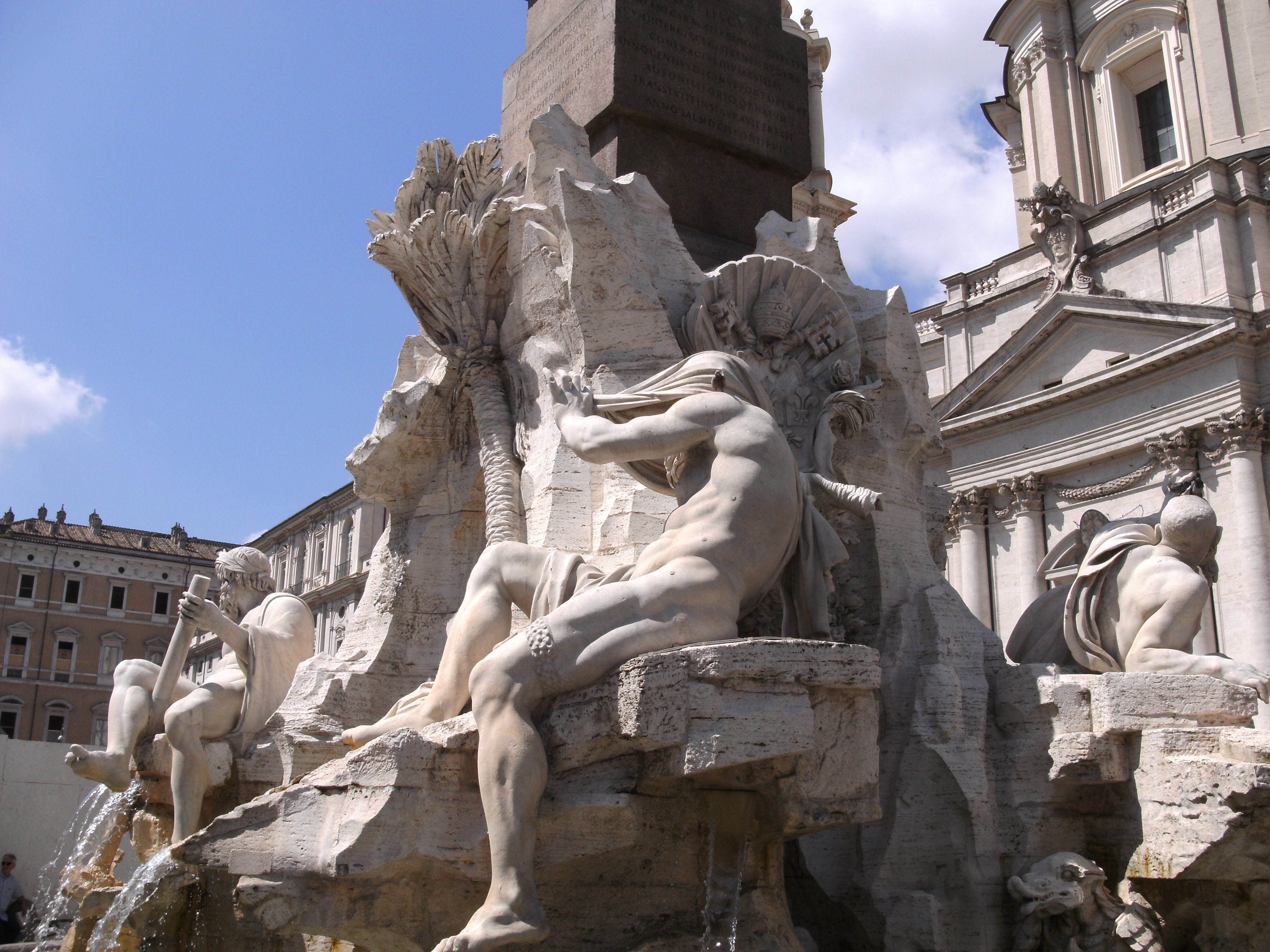
El Nilo.
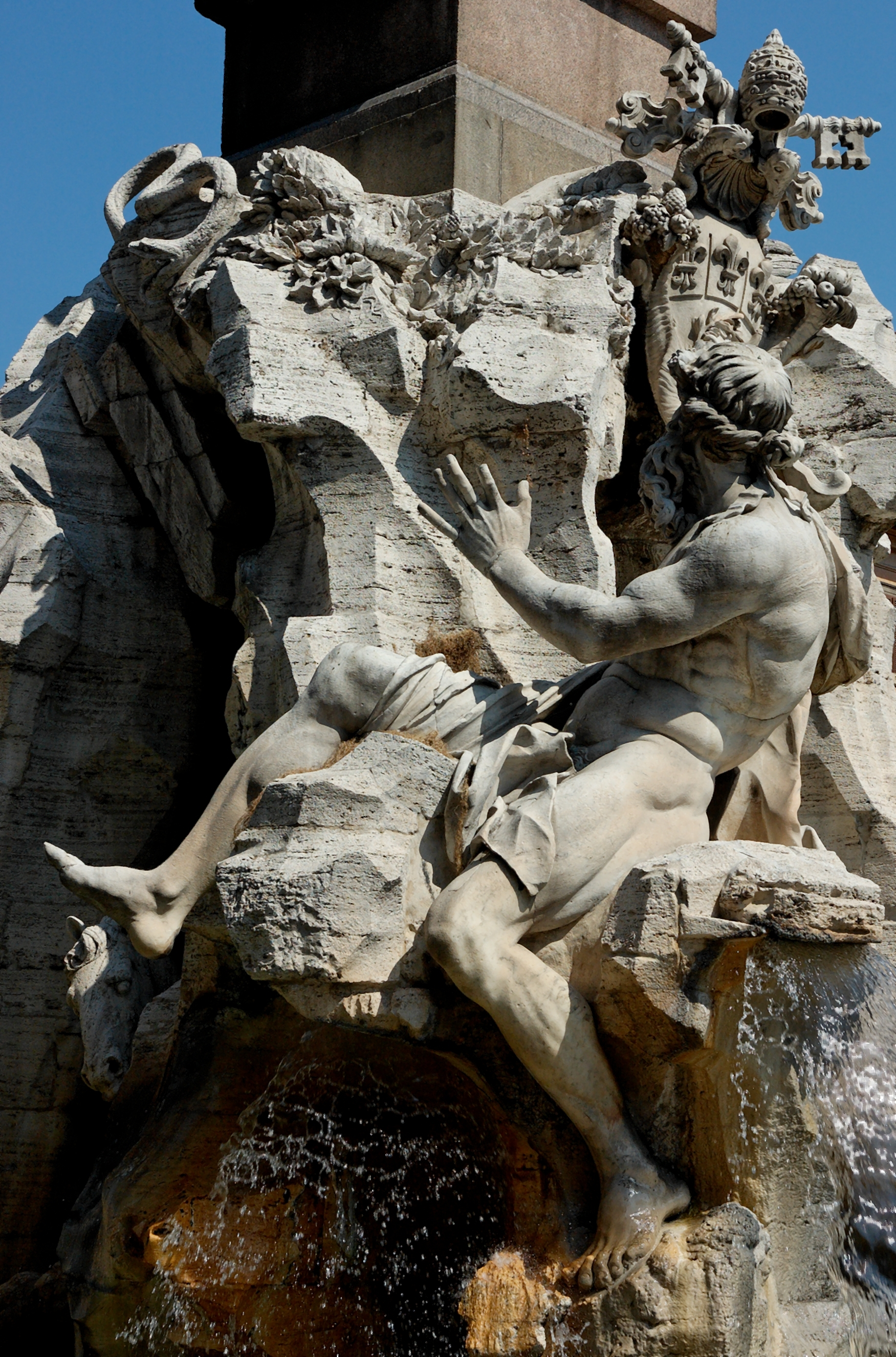
El Danubio.
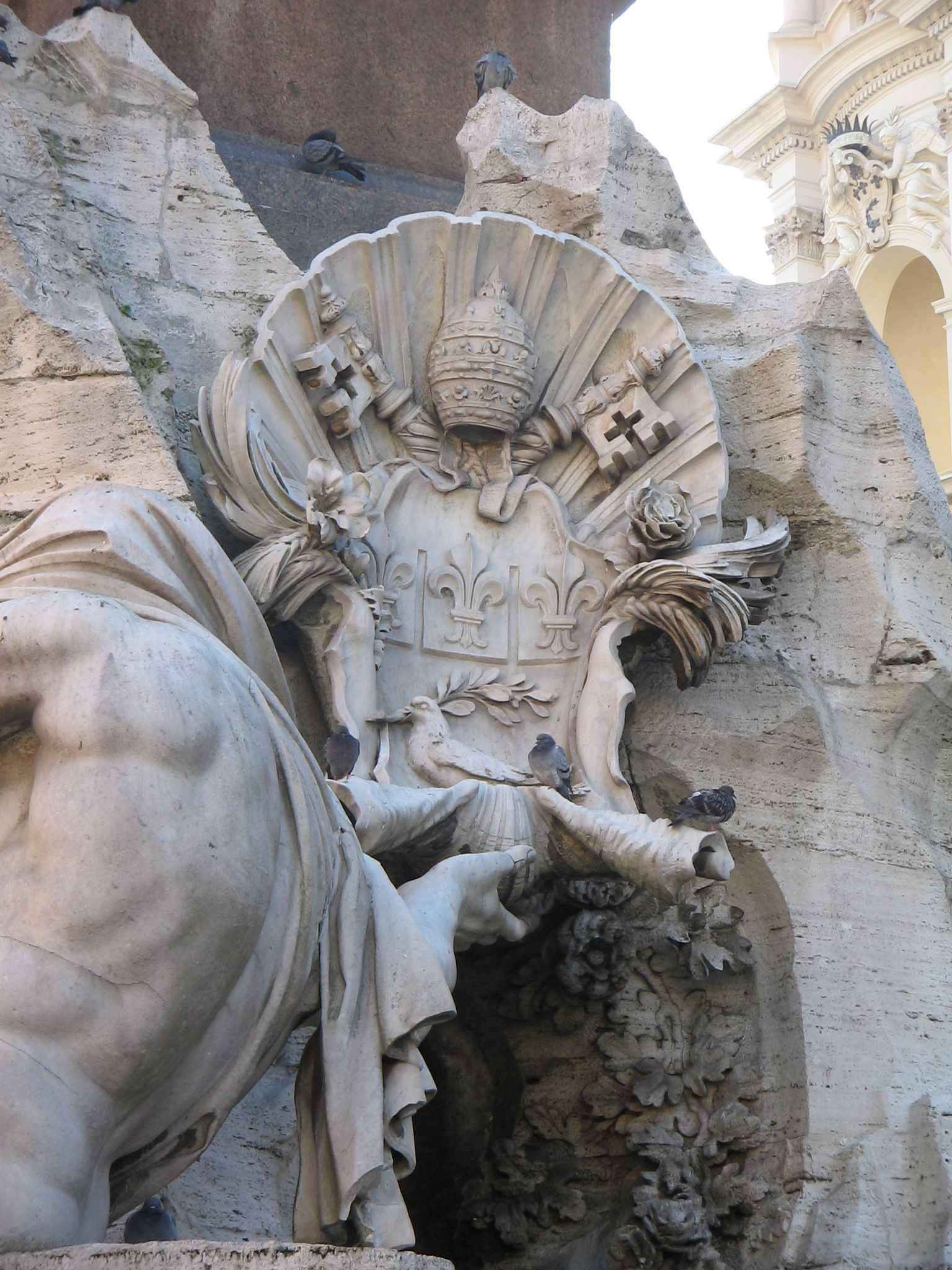
Uno de los dos escudos papales.
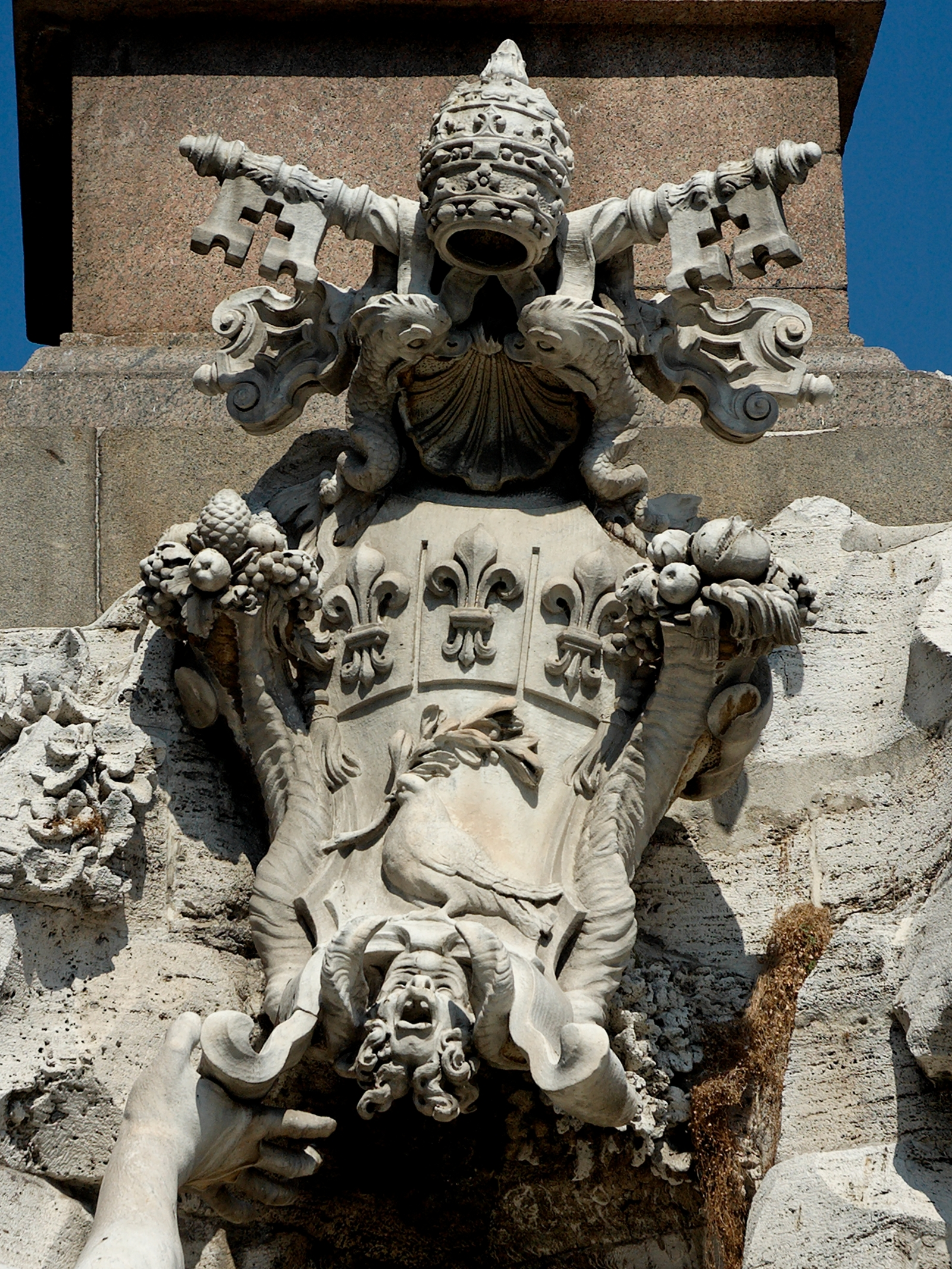
El otro escudo de Inocencio X.

En la fuente están representados siete animales, además de la paloma de bronce en la cima del obelisco y de los delfines en el escudo de los Pamphili, diseminados por toda la fuente y en estrecha relación, junto con las plantas, con las personificaciones de los ríos. En el lado occidental, un caballo sale de la cavidad rocosa con las patas delanteras elevadas en el acto de lanzarse a un galope desenfrenado sobre las llanuras del Danubio cubiertas de flores, que coronan la cabeza del río; un grupo de chumberas y un cocodrilo (o un armadillo), que parece sacado de un bestiario medieval, surge desde la esquina septentrional, cerca del Río de la Plata; en el lado oriental, un león sale, al igual que el caballo, de la cavidad rocosa para beber a los pies de una palmera africana que se eleva hasta la base del obelisco; un dragón rodea el remo sostenido por el Ganges; una serpiente de tierra se encuentra en la parte más alta, cerca de la base del obelisco; y por último una serpiente de mar y un delfín (o un pez grande) nadan en el estanque con las bocas abiertas, teniendo ambos la función de sumidero del agua.

Los animales de la fuente
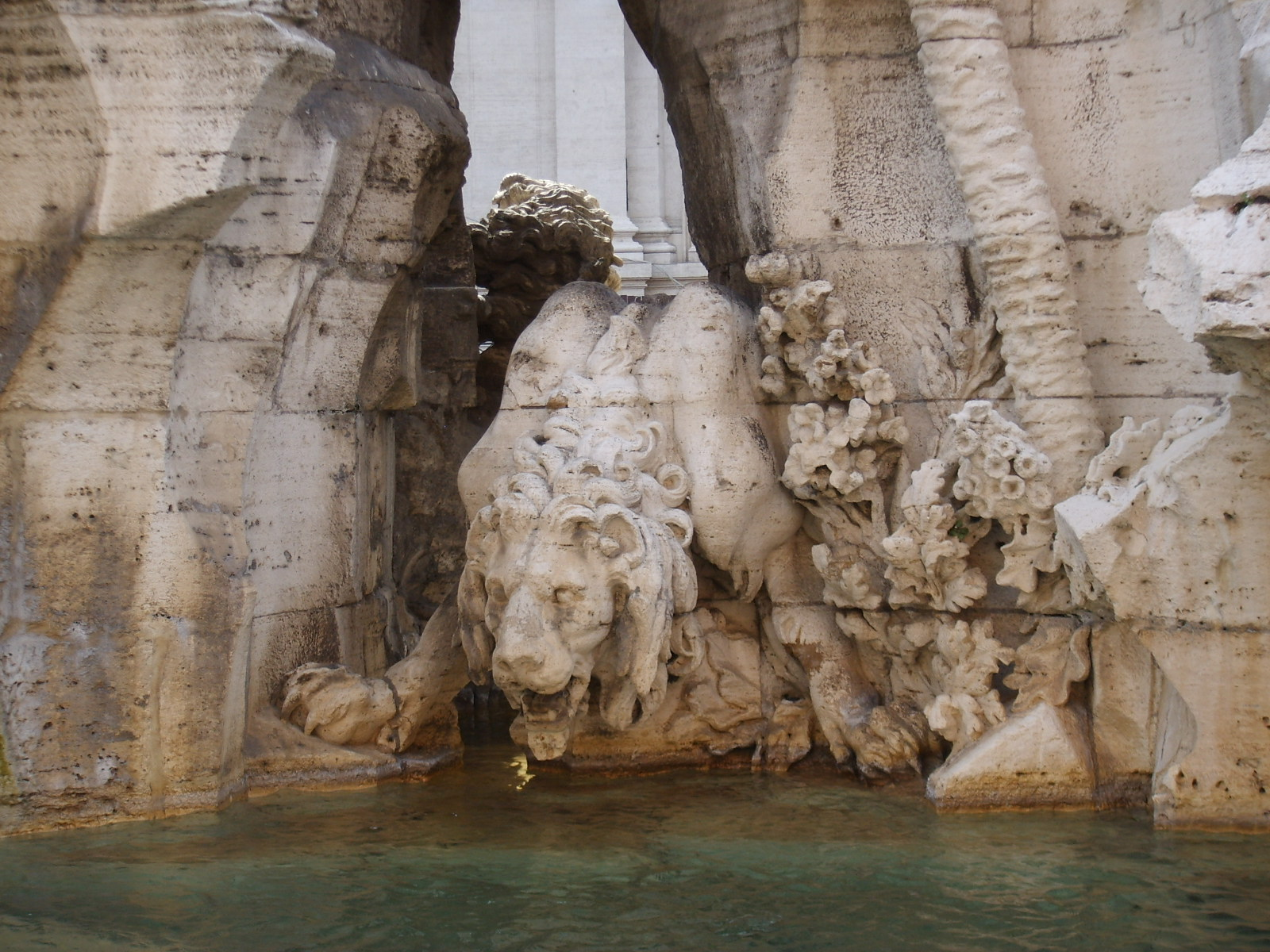
El león.
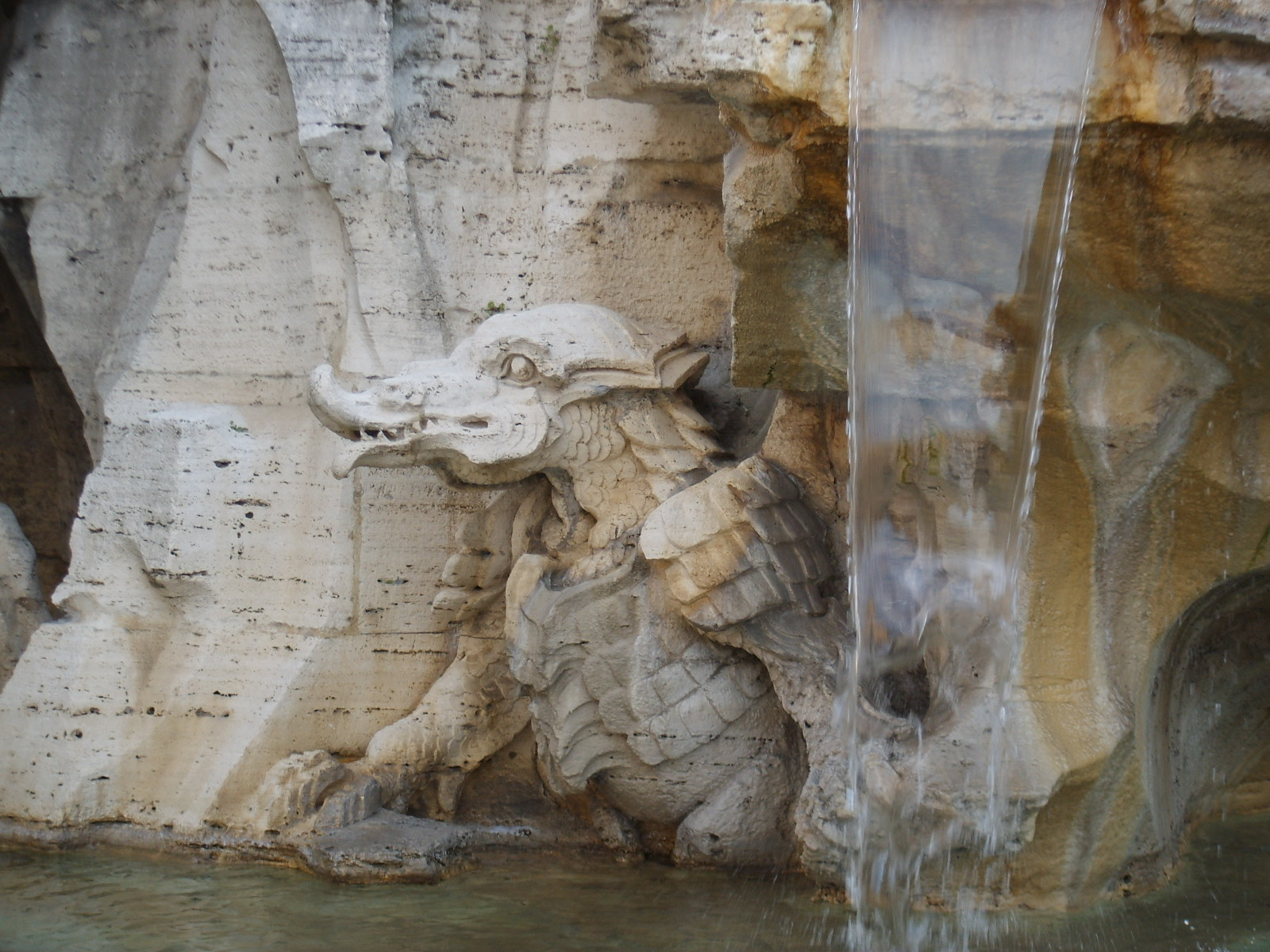
El cocodrilo.
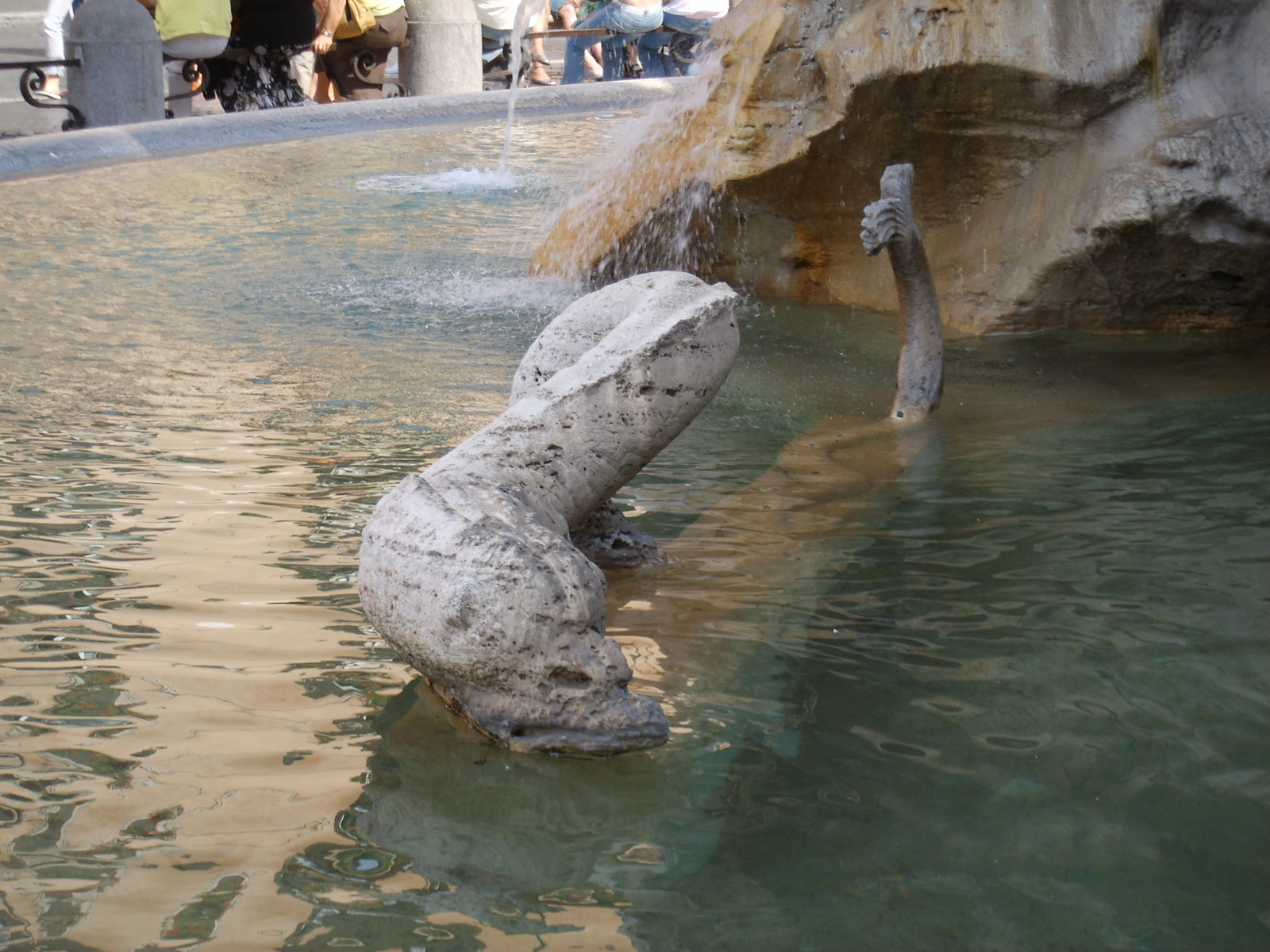
La serpiente de mar.
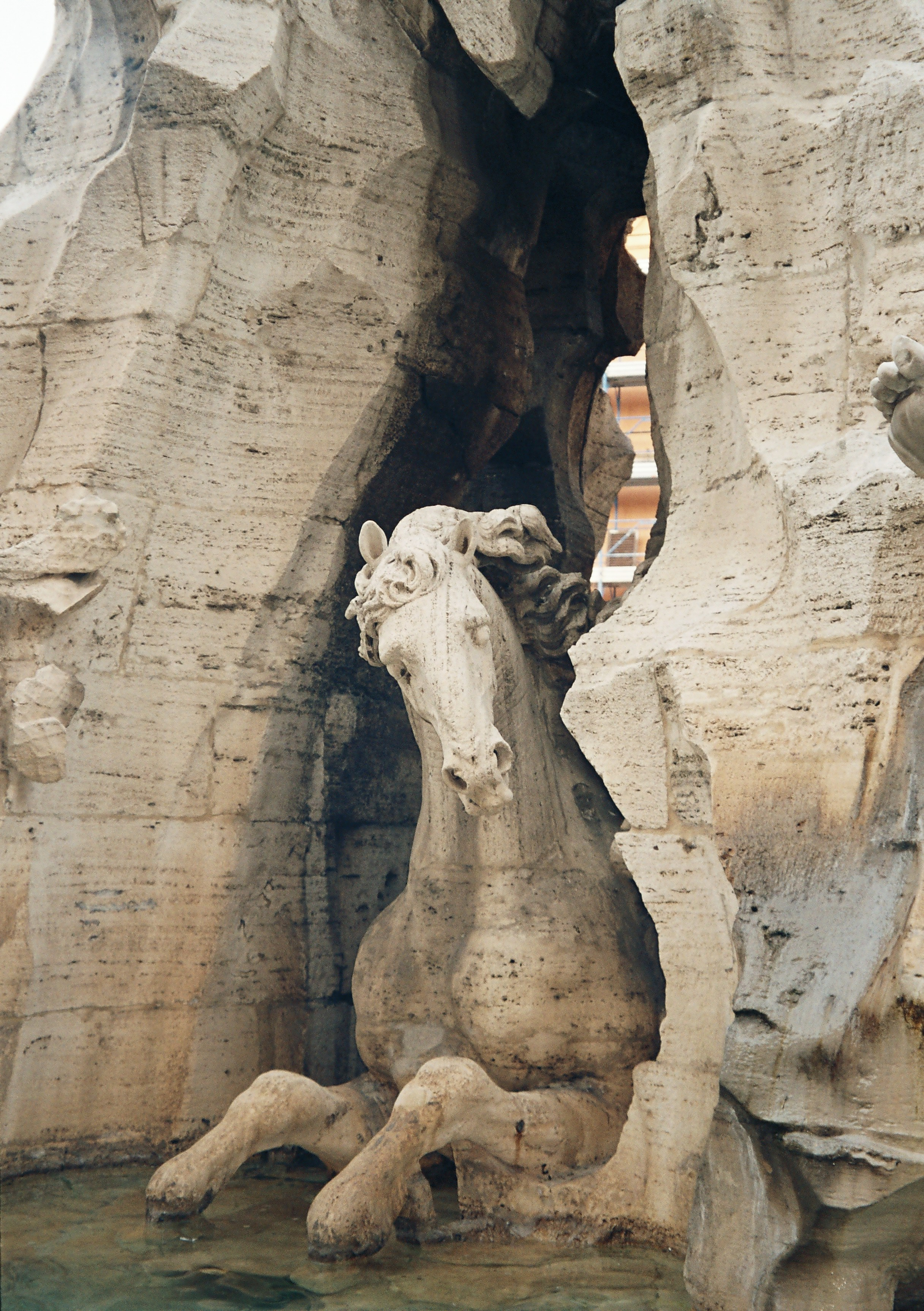
El caballo.
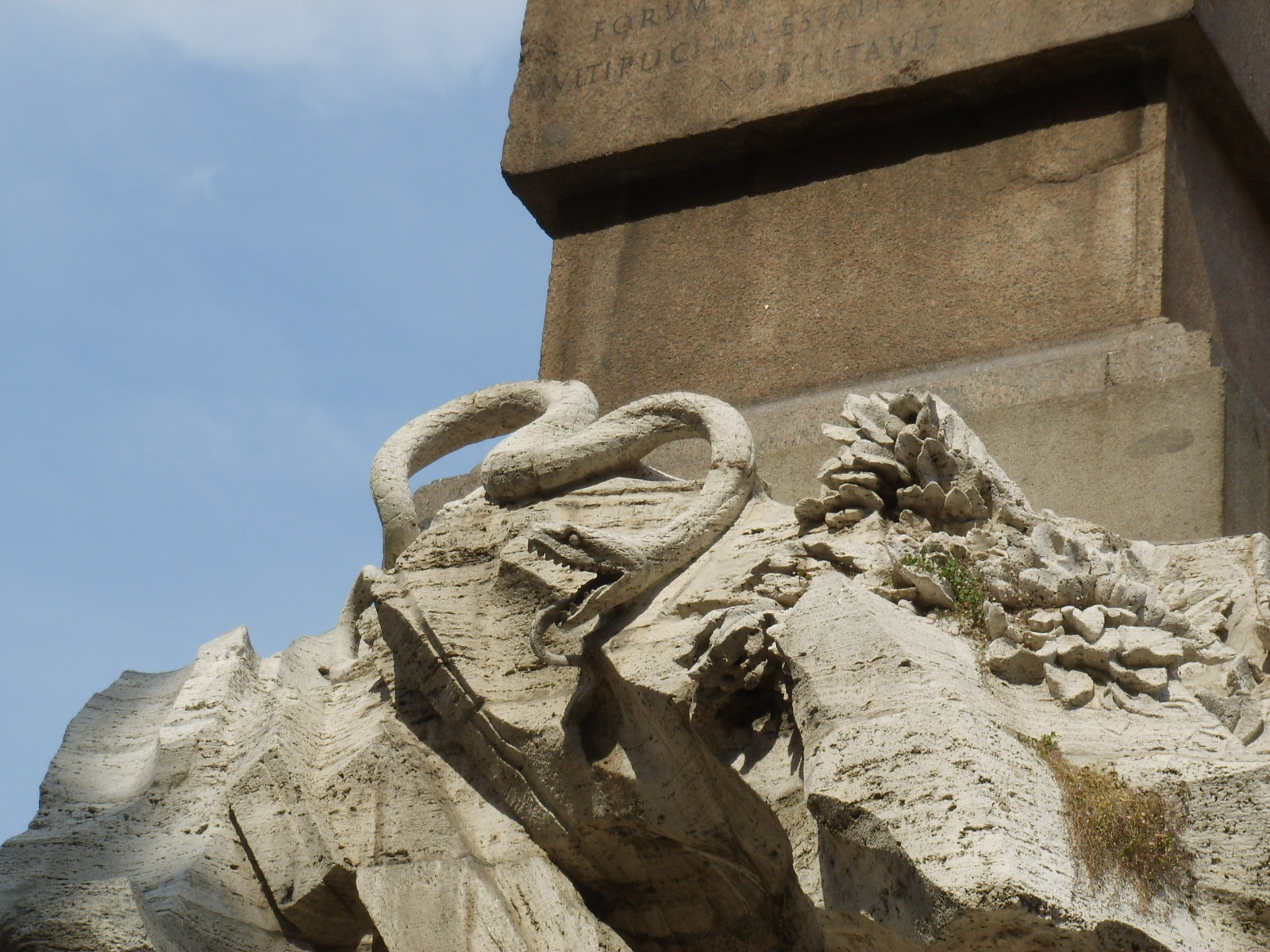
La serpiente de tierra.
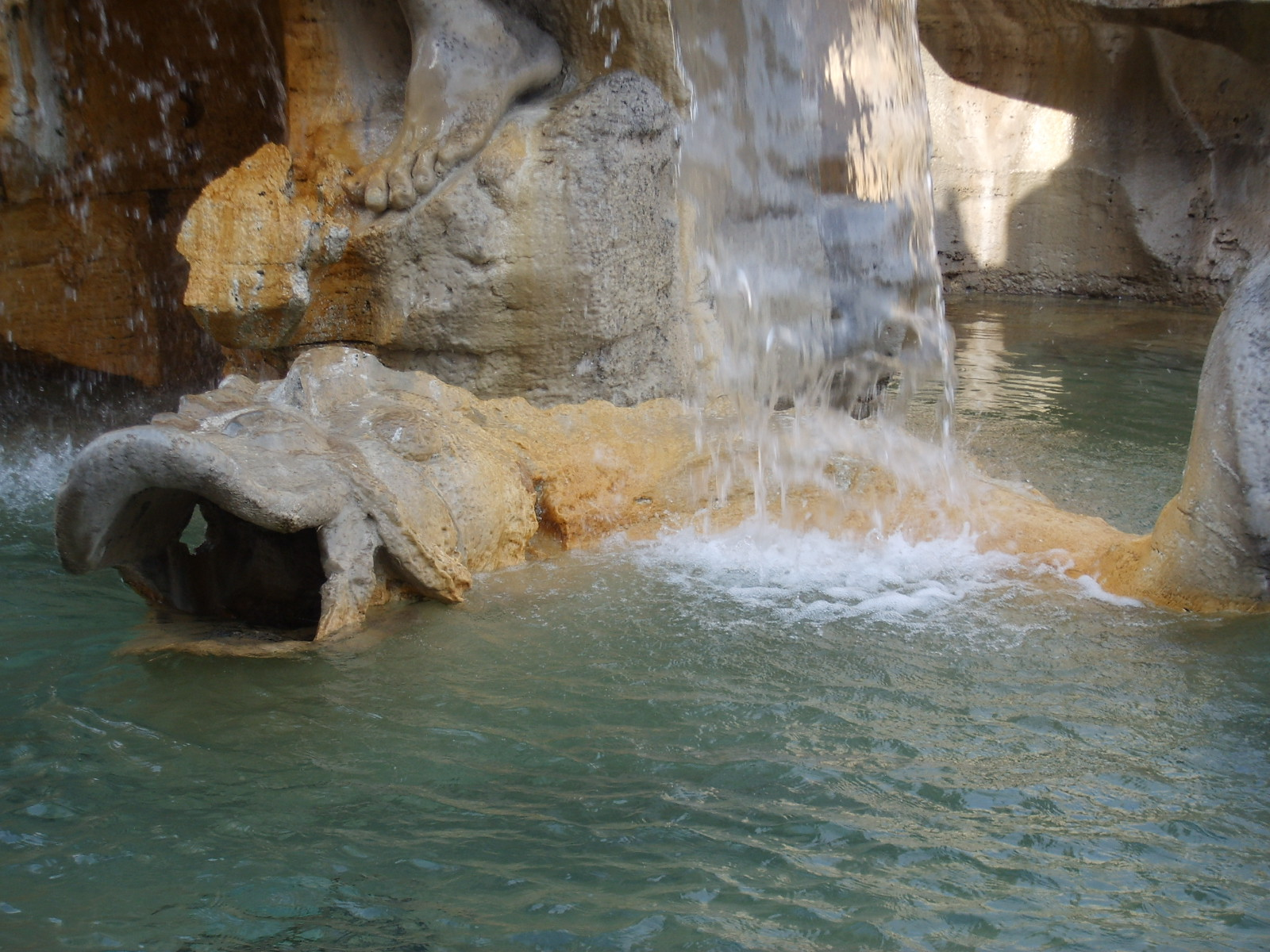
El delfín.
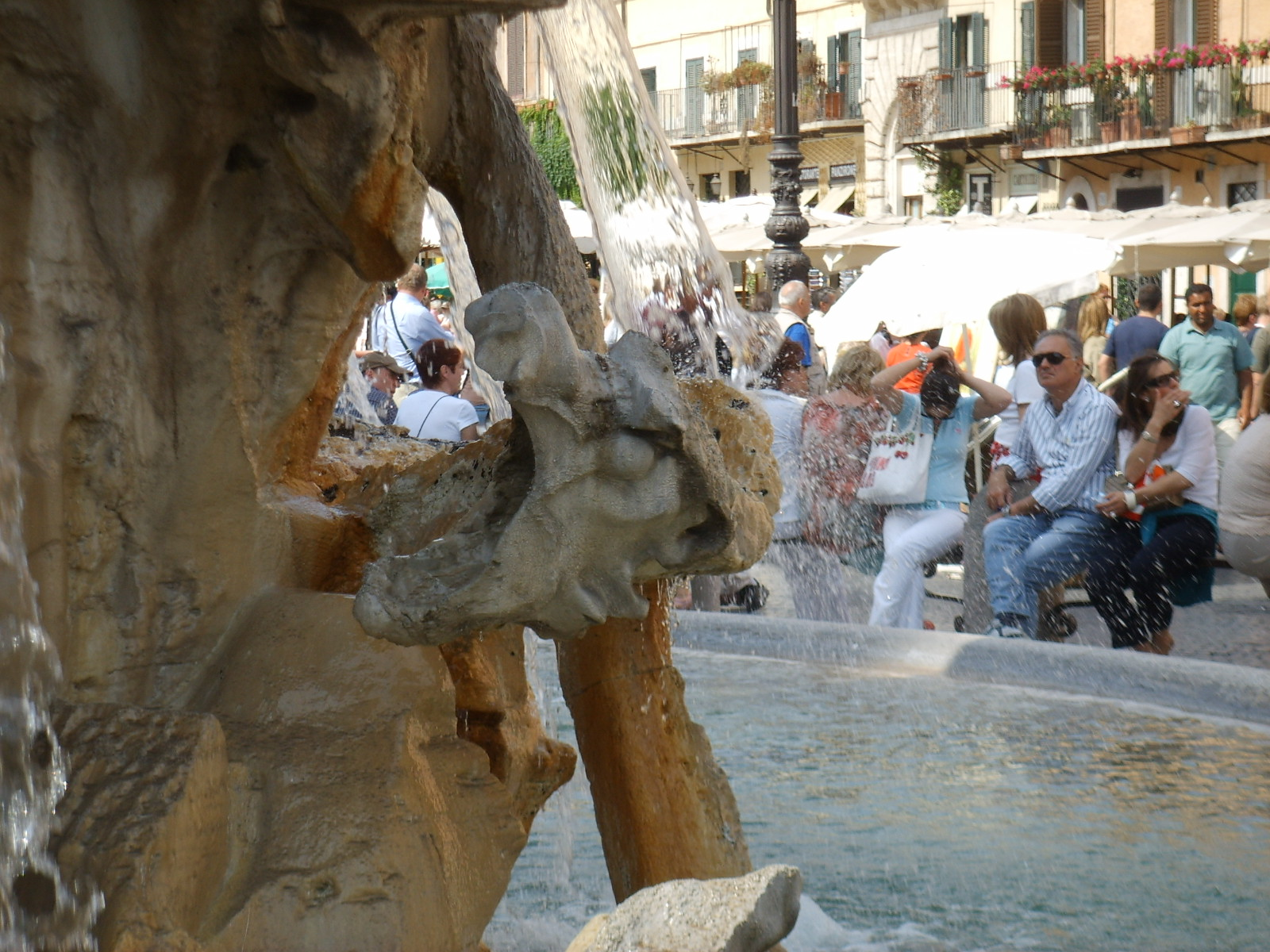
El dragón.

Los árboles y las plantas que emergen del agua y que se encuentran entre las rocas están también representados a una escala más elevada. Las criaturas animales y vegetales, generadas por una naturaleza buena y útil, pertenecen a razas y a estirpes grandes y potentes. El espectador, girando en torno a la imponente fuente, puede descubrir nuevas formas o detalles que desde otra visual estaban escondidos o cubiertos por la masa rocosa. Bernini quiso inspirar asombro en quien admira la fuente, componiendo un pequeño universo en movimiento a imitación de la realidad natural.
Se trata de un paisaje en el que el elemento pictórico tiende a prevalecer, con la roca y el desfiladero del que sale un animal selvático o sobre el cual hay una planta trepadora. Bernini consiguió también obtener animadas sensaciones atmosféricas: un viento impetuoso golpea la palmera y sacude sus hojas, que chocan contra la roca, moviendo también la crin del caballo y dando la impresión de silbar entre los desfiladeros del acantilado. Una vez concluida la obra, Bernini quiso dar color a las rocas, a la palmera, a las peonías y a los agaves, y aplicó pintura dorada en varios puntos. Así, al ilusionismo del conjunto, se añadía una componente de color todavía más acentuada.
Los escritores y poetas coetáneos (excluido el ofendido Borromini) expresaron su asombro por una fuente tan extraordinaria, subrayando la impresión de lo caprichoso y en algunas partes incluso de lo exótico que la escultura transmite a aquel que la observa. Bernini, más que en sus otras fuentes, tiende a poner en valor el agua como el elemento esencial de la escultura; agua que no cae a chorros, sino que brota de varios puntos de las rocas y se derrama en el gran estanque de la base.

## Condiciones actuales
La última restauración data de 2009, tras dos años de obras. La fuente estaba en pésimas condiciones tanto por causas atmosféricas como por la gran cantidad de excrementos debidos a la presencia de abundantes palomas en la plaza. Además de la limpieza de los mármoles, se instaló un sistema, totalmente invisible para los visitantes, que emite pequeñas cargas eléctricas para impedir que se acerquen los pájaros.

## Leyendas sobre la fuente
Una leyenda, muy popular incluso en nuestros días, está relacionada con la rivalidad entre Bernini y el otro gran maestro del barroco, Borromini. Afirma que la estatua del Río de la Plata tiene elevado el brazo para protegerse del eventual derrumbe del campanario o de la cúpula de la iglesia de santa Inés en Agonía; igualmente, la estatua del Nilo se cubriría el rostro para no tener que verla (en realidad, esto se debe a que cuando se realizó no se conocían todavía sus fuentes). Se trata de un evidente anacronismo histórico, porque la fuente fue realizada entre 1648 y 1651, mientras que la iglesia fue iniciada por Borromini después de 1652.
Los cronistas de la época nos han transmitido además algunos ejemplos del carácter jocoso de Bernini: el 12 de junio de 1651, día de la inauguración de la fuente, ante la presencia del papa Inocencio X, tras haber descubierto su obra todos quedaron deslumbrados por la belleza de las estatuas, pero la fuente no tenía agua. Bernini recibió las felicitaciones de todos, incluido el papa, el cual no mencionó la falta de agua para no humillarlo y, solo cuando el pontífice estaba haciendo girar la procesión para irse (un poco de mala gana), con un gesto de Bernini se abrió finalmente la palanca que hizo brotar el agua, con gran admiración y satisfacción de todos. También nos han llegado las palabras del papa, que dijo: «¡Caballero Bernini, con esta amabilidad nos has aumentado diez años de vida!».
También en otra ocasión Bernini demostró su sentido del humor: muchos estaban preocupados por la estabilidad del obelisco sobre la fuente y más de uno le hizo notar que su colocación era un desafío al equilibrio natural, tanto que un día algunos de sus rivales difundieron el rumor de que el obelisco estaba a punto de derrumbarse. Bernini llegó pronto, y, delante de la numerosa multitud que se había reunido, fijó a la base del obelisco cuatro cuerdas delgadas que ató solemnemente con clavos a los muros de las casas que rodean la plaza.